# 차성수 (1966년)
차성수(車誠洙, 1966년 ~ )는 대한민국의 기업인, 준정부기관인 출신 공무원이다. 제4대 한국원자력환경공단 이사장을 역임했다.

## 학력
- 1982년 ~ 1985년 : 경신고등학교 졸업
- 1985년 ~ 1989년 : 서울대학교 지질과학 학사
- 1989년 ~ 1991년 : 서울대학교 대학원 지구물리학 석사
- 1997년 ~ 2006년 : 서울대학교 대학원 지구환경과학 박사

## 경력
- 1994년 6월 ~ 2003년 3월 : SK건설 토목사업본부
- 2006년 4월 ~ 2011년 5월 : 에이멕코리아(AMEC Korea) 부사장
- 2007년 2월 ~ 2011년 3월 : 인천대교 부사장
- 2007년 7월 ~ 2009년 6월 : 민주평화통일자문회의 상임위원
- 2011년 3월 ~ 2012년 2월 : 미국 버지니아텍(Virginia Tech) 객원연구원
- 2011년 3월 ~ 2013년 2월 : 부경대학교 지구환경과학과 객원교수
- 2012년 1월 ~ 2014년 9월 : 에이멕코리아(AMEC Korea) 대표이사 사장
- 2013년 6월 ~ 2014년 9월 : 에이멕파트너스코리아(AMEC Partners Korea) 대표이사 사장
- 2013년 9월 ~ 2014년 8월 : 강원대학교 지질학과 객원교수
- 2014년 3월 ~ 2016년 2월 : 군산대학교 환경공학과 객원교수
- 2014년 10월 ~ 2015년 12월 : 베트남국립대 호찌민공대 초빙교수
- 2016년 4월 ~ 2017년 12월 : 서울대학교 지구환경과학부 객원교수
- 2016년 8월 ~ 2017년 12월 : 티유브이슈드 코센(TÜV SÜD KOCEN) 대표이사 사장
- 2019년 4월 ~ 2020년 3월 : 정책기획위원회 에너지대전환TF 위원
- 2018년 1월 ~ 2023년 3월 : 한국원자력환경공단 이사장
- 2021년 2월 ~ 2023년 3월 : 에너지위원회 위원
- 2023년 3월 ~ 현재 : 경기도 기후환경에너지국 국장[2]

## 수상
- 2009년 10월: 대통령 표창(인천대교 건설 공로)

1. ↑  “한국원자력환경공단, 차성수 제4대 이사장 취임”. 2018년 1월 2일. 2022년 12월 5일에 확인함.
2. ↑  News), 경기일보(Kyeonggi Daily. “[새얼굴] 차성수 경기도 기후환경에너지국장”. 2023년 4월 6일에 확인함.